# はな寛太・いま寛大
はな寛太・いま寛大（はな かんた・いま かんだい）は、漫才コンビである。所属事務所は松竹芸能。

## 略歴
二人とも松竹新喜劇の役者出身。1968年に漫才コンビ結成。寛太の師匠の藤山寛美が名付け親となった。
事務所を辞めて上京し、道頓堀劇場で修行。東京浅草の木馬館でデビュー。
1970年、名古屋の富士劇場で出会った夢路いとし・喜味こいしの勧めで大阪に戻り、最初は大宝芸能に所属し東宝系のトップホットシアターに出演。
同劇場閉鎖後に松竹芸能に移籍し、道頓堀角座等の松竹の劇場に上がり、漫才修行時代のストリップダンサーのエピソードを元にした「ちょっと待ってね」のギャグで、在阪放送局のお笑い番組で人気者となる。
1977年にコンビを解消するが、1979年に復活。
2005年でデビュー35周年、そしてNHKの『上方演芸ホール』で、師匠・こいしの前で本人の往年の漫才ネタを披露した。
2007年、いと・こいの往年のネタ「親子丼」「ジンギスカン」を現在風に改作して継承、2代目いとし・こいし襲名話も進んでいたが、同年5月15日、寛太が食道がんのため死去したことにより解散した。
2009年6月15日に行なわれた関西演芸協会主催の「法善寺寄席」に、寛大は若井ぼんとコンビを結成し出演。

## 芸風
ゆっくりとしたテンポとベタなネタ、わざと間を外したボケやツッコミが何とも言えないおかしさを誘う漫才スタイルが特徴で、島田紳助曰く「ヘタうま漫才」と評されていた。
漫才ブーム後は新作を演じることは稀であり、それが原因で松竹所属漫才師の中で遅れを取るようになっていたが、2003年の夢路いとしの死去によりいとし・こいしのネタの継承に併せて新作にも積極的に取り組むようになった。

## メンバー
- はな寛太（はな かんた、1945年8月30日 - 2007年5月15日）本名：西村 一文（にしむら かずふみ）。本当は1942年

兵庫県加西市出身、血液型はA型。師匠は、松竹新喜劇時代は藤山寛美、漫才時代は夢路いとし・喜味こいしに師事。趣味は筋トレでボディビルのコンテストでの受賞もあり、土居まさる司会のテレビクイズ番組「ほんものは誰だ!」や関西のお笑い番組のコントでも肉体を披露し胸をピクピクさせ、還暦を過ぎても筋トレに励んでいた。2007年5月15日、食道がんのため死去。61歳没。コンビの小柄な方である。コンビを解消していた頃「加西立身」のペンネームで漫才作家をしていた。
- いま寛大（いま かんだい、1947年11月13日（77歳） - ）本名：今川 正（いまがわ ただし）。

大阪府大阪市出身、血液型はO型。師匠は、松竹新喜劇時代は曾我廼家十吾、漫才時代はいとし・こいしに師事。ふぐ調理師免許を持っており、芸人によくふぐ料理を振舞っている。また趣味が骨董収集で古物商許可証の資格も持っている。現在喜劇俳優で活躍する曾我廼家文童とは同じ一門。「ちょっと待ってね」のギャグのほかに、英語版として「ジャスト・モーメント・プリーズ」というギャグも披露している。コンビの大柄な方である。

## エピソード
- 生前のこいしから「夢路いとし・喜味こいし」の名を譲られる予定だった。その襲名の準備でいとし・こいしのネタを積極的に演じていた。
- デビュー当時はコンビ名を「かんてん・かんぴょう（表記不明）」と名乗っていた時期がある。その他にも寛美はたくさんの名前の候補を用意していた。
- 寛大は博多座で仕事があったため、寛太の葬儀に参加できなかった。
- 所属事務所は異なるが西川のりおは、「僕ら（西川のりお・上方よしお）とカンカン（寛太・寛大）のコンビとは仲が良い」と語っていた。
- 初代B＆Bのボケの方であった萩原芳樹は、新人賞レースでライバルにあった寛太・寛大をトップホットシアターで観て「これは勝てん、と感じた」と回想している[6]。
- 吉本新喜劇に入って間もない頃の池乃めだかを、寛大が漫才師として誘おうとし、一年がかりのつきあいで、コンビを組もうとめだかから切り出されたが、吉本側がめだかを副座長に抜擢しようとしたため、丁重にめだかが断り、殴られる覚悟があったのを、寛大が見て、快諾した[7]。
- 寛太は高校時代に野球のキャッチャーとして活躍し、東映フライヤーズの入団テストを受けるが落選。その後、神戸製鋼硬式野球部でレギュラーを務めたが腎臓結石のため退部した。トップホットシアターの草野球チームではキャッチャーを務めた[3]。
- 寛太は病床から松竹新喜劇の台本コンクールに応募して入選。それが縁となり松竹新喜劇の文芸部に所属する。当時の同期にはもず唱平がいる。渋谷天外の元で作劇を学んでいたが、1965年に天外が病に倒れ、文芸部は解散。1967年に復帰した藤山寛美に顔立ちを評価されて役者に転向して今川正（のちの寛大）とペアで活動するが、小島慶四郎や小島秀哉の影に隠れて低迷したため、漫才に転向。藤山寛美が芸名を考案することになり、当時、鼻風邪をひいていた藤山が「鼻かんだ。（いつかんだ。）今かんだ。」をもじって名付けた[3]。
- 素人時代の島田紳助や松本人志に影響を与えている[5]。

## 受賞
- 1973年 第3回NHK上方漫才コンテスト 最優秀話術賞
- 1973年 第8回上方漫才大賞 新人賞
- 1999年 大阪舞台芸術賞 奨励賞
- 2003年 第32回上方お笑い大賞 特別賞
- 2004年 第59回文化庁芸術祭 演芸部門 芸術祭大賞（関西参加公演の部）

## テレビ出演
- 新・なにわの源蔵事件帳 第2話「人力車は往く」（1983年11月9日、NHK）寛大のみ

## ラジオ出演
- 日清食品 まいどおおきに（ラジオ関西）